# Euenor di Efeso
Euenor (in greco antico: Εὐήνωρ?) (Efeso, ... – ...; fl. V secolo a.C.) è stato un pittore e scultore greco antico.

## Biografia
Nacque e visse, oppure operò solamente per un certo periodo, ad Efeso, intorno al 420 a.C.
Ebbe un figlio che fu anche un suo discepolo: Parrasio. Plinio (Nat. hist.) lo inserisce in una nomea di celebri artisti che innovarono la pittura nell'antichità.